# Хартфорд
Хартфорд (енгл. Hartford) град је у САД у савезној држави Конектикат и њен главни град. Смештен је у округу Хартфорд на обалама реке Конектикат, северно од седишта државе. По попису становништва из 2010. у њему је живело 124.775 становника. То је трећи по величини град у држави, иза Бриџпорта и Њу Хејвена.

## Географија
Хартфорд се налази на надморској висини од 18 m. 

## Демографија
Према попису становништва из 2010. у граду је живело 124.775 становника, што је 3.197 (2,6%) становника више него 2000. године.
| Група             | 2000.          | 2010.          |
| Белци             | 21.677 (17,8%) | 19.765 (15,8%) |
| Афроамериканци    | 46.264 (38,1%) | 48.331 (38,7%) |
| Азијати           | 1.971 (1,6%)   | 3.437 (2,8%)   |
| Хиспаноамериканци | 49.260 (40,5%) | 54.185 (43,4%) |
| Укупно            | 121.578        | 124.775        |

## Партнерски градови
- Солун
- Фритаун
- Бидгошч
- Флорида
- Mangualde
- Кагвас